# Ranai Kota
Ranai Kota is een bestuurslaag in het regentschap Natuna van de provincie Riau-archipel, Indonesië. Ranai Kota telt 12.498 inwoners (volkstelling 2010).